# The Death Gate Cycle
The Death Gate Cycle (cu sensul de Ciclul Poarta Morții) este o serie de șapte (heptalogie) romane de fantezie scrise de Margaret Weis și Tracy Hickman. Conflictul principal al seriei este între două rase puternice, Sartanii și Patrynii, care au evoluat din oamenii care au supraviețuit unui holocaust nuclear/antimaterie. Cu mai multe secole înainte de evenimentele din serie, rasa Sartan a încercat să pună capăt conflictului despărțind pământul în patru tărâmuri elementare, și au închis rasa Patryn într-o a cincea lume închisoare, Labirintul. Rasa Sartan a preluat administrarea tărâmurilor elementare, dar în curând în mod misterios au pierdut contactul unul cu celălalt și au dispărut. Secole mai târziu, un Patryn cunoscut sub numele de Xar a scăpat din Labirint și s-a întors ca să încerce să-i salveze pe ceilalți din Labirint. Xar a învățat cum să acceseze alte lumi și a visat la eliberarea întregului său popor din Labirint și la cucerirea altor lumi. Cărțile urmăresc povestea lui Haplo, un agent Patryn trimis să cerceteze lumile elementare și să le arunce în haos pentru a ușura cucerirea lor de către Lordul său, Xar.
Weis și Hickman au creat cinci lumi fantastice diferite de-a lungul seriei, la care se adaugă dezvoltarea a cinci rase mai importante: rasele Patryn și Sartan plus alte trei rase comune în lucrările de fantezie: piticii, elfii și oamenii.

## În spatele seriei
Margaret Weis si Tracy Hickman au terminat seriile Dragonlance și Darksword înainte de seria The Death Gate Cycle, care poate fi considerată lucrarea lor cea mai ambițioasă de până acum, în care au creat mai multe lumi distincte și construite cel mai în profunzime. 

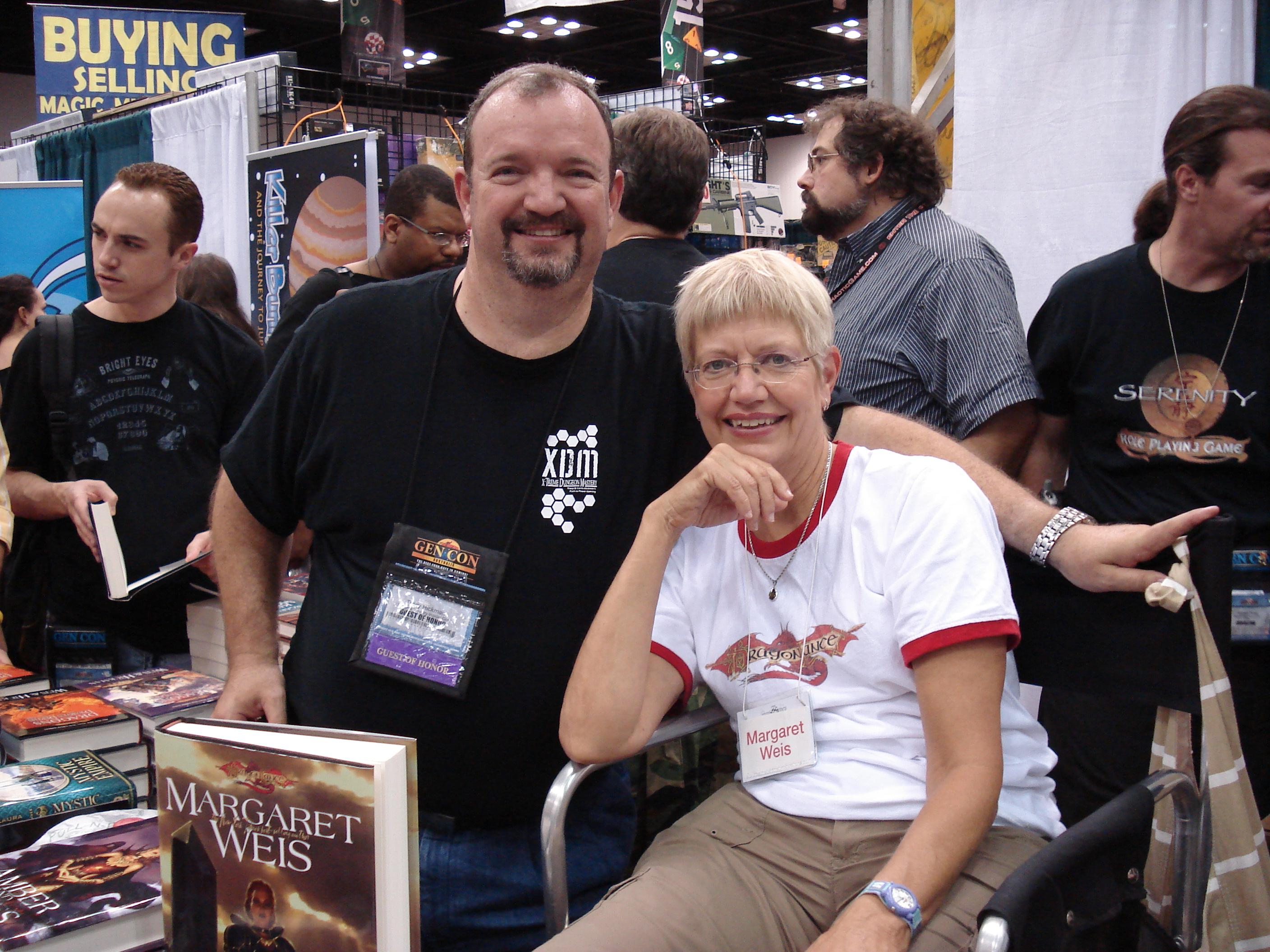
Margaret Weis şi Tracy Hickman în 2008.

Ca și în operele lor anterioare, Margaret și Tracy au continuat să exploreze tema  echilibrului și felul în care universul corectează în mod natural dezechilibrele apărute.
Spre deosebire de Dragonlance, în care balanța universului era o forță mai puternică chiar decât zeii, existența unui zeu sau a zeilor în The Death Gate Cycle este necunoscută; echilibrul universal este cel mai apropiat concept de cel al divinității. De-a lungul unor linii similare, autorii continuă să exploreze tema oamenilor care devin zei - în cazul nostru întreaga rasă Patryn și Sartan revendică acest titlu. În cele din urmă, la fel ca în ambele serii Dragonlance și Darksword, autorii au explorat efectele schimbărilor radicale în caracterul fundamental al unei lumi (în acest caz caracterul mai multor lumi) în ceea ce privește atât viața de zi cu zi cât și soarta națiunilor.

## Romanele seriei
- Dragon Wing (februarie 1990)
- Elven Star (noiembrie 1990)
- Fire Sea (august 1991)
- Serpent Mage (aprilie 1992)
- The Hand of Chaos (aprilie 1993)
- Into the Labyrinth (decembrie 1993)
- The Seventh Gate (septembrie 1994)

## Lumile seriei
| “                                           | Pământul a fost distrus. Patru lumi au fost create din ruine. Lumi pentru noi înșine și pentru oameni: Aer, Foc, Piatră, Apă. Patru porți conectează fiecare lume cu altele: Arianus cu Pryan cu Abarrach cu Chelestra. O închisoare a fost construită pentru vrăjmașii noștri: Labirintul. Labirintul este conectat la celelalte lumi prin Poarta a Cincea: Nexus. Poarta a Șasea este centrul, care permite intrarea: Vortexul. Și totul a fost realizat prin Poarta a Șaptea. Finalul a fost [doar] începutul | ” |
| — Weis & Hickman, Into the Labyrinth pag. 9 | |   |

### Pământul
Înainte de cronologia principală a seriei, viața de pe Pământ a fost distrusă aproape în totalitate. Oamenii au dezlănțuit un război nuclear care a ucis milioane de oameni, lăsând supraviețuitorii să se zbată într-o Epocă a Prafului. Elfii și pitici, care au plecat pe ascuns în timpul Renașterii, au avut și ei de suferit din cauza științei oamenilor. În acest haos, a apărut o tulpină mutantă care a făcut ca unii oameni să fie din nou în stare să simtă Unda care menține echilibrul și ordinea în univers. Recunoscând potențialul ei pentru magie, acești oameni au dezvoltat rune pentru a o valorifica. Inițial, a existat doar un singur grup, Sartan. Sartan au folosit magia prin desenarea runelor pământului și aerului, desenare însoțită de cântări; ei credeau că noua lor putere îi face responsabili și stăpâni peste celelalte rase mai mici, numiți generic Mensch. Sartan credeau în comunitate, unitate și în familie, baza Ordinului. Cu toate acestea, datorită orgoliului lor, au uitat de tendința Undei universale de a echilibra totul. Deoarece rasa Sartan a devenit prea puternică, Unda s-a schimbat și a făcut și ca rasa Patryn să aibă puteri. Spre deosebire de Sartan, cei din rasa Patryn erau singuratici, volatili și distructivi, deoarece credeau că puterile lor le dau dreptul de a se comporta așa cum vor. Patryn și-au tatuat runele pe ei înșiși și și-au ales nume care să-i batjocorească pe cei din rasa Sartan. Ambele rase au început să se considere zei, deși Sartan se credeau a fi „băieți buni”. Aceste două rase au intrat în conflict în legătură cu controlul și influența asupra ființelor umane (cele trei rase Mensch).

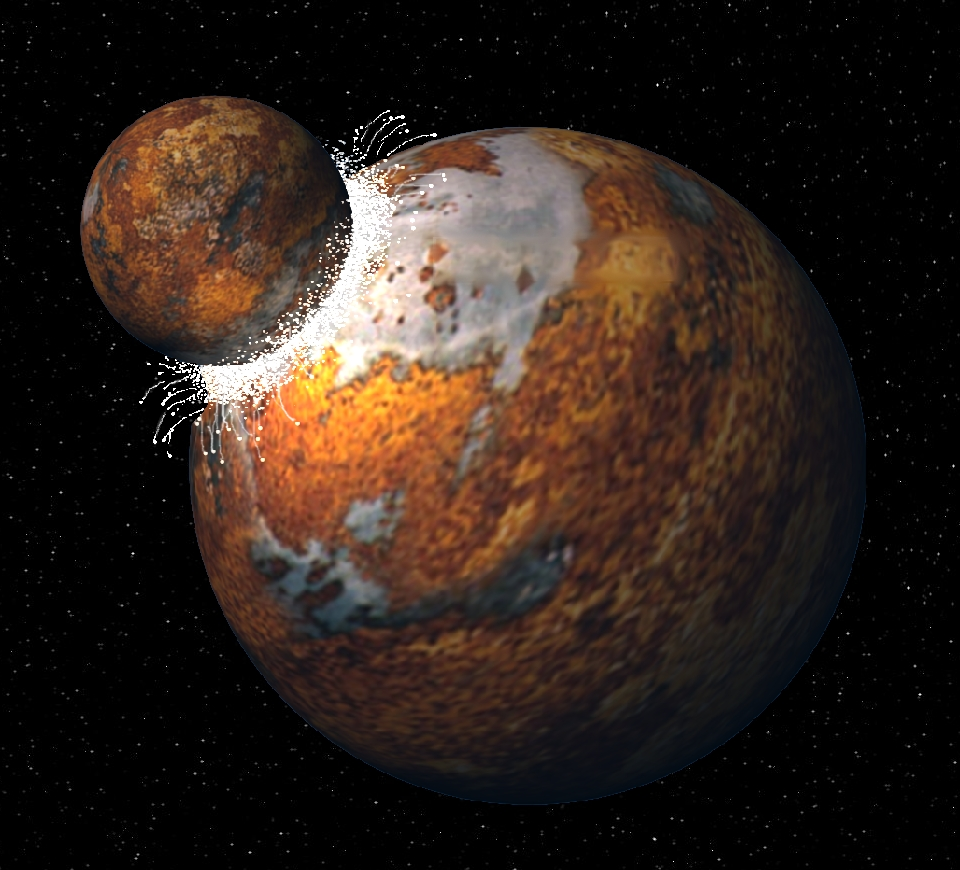
Sartanii au spart planeta Pământ în patru lumi separate

În cele din urmă rasa Sartan, condusă de Samah și de Consiliul celor Șapte, și ca urmare a temerilor sale, a întreprins măsuri drastice. Sartanii au spart planeta Pământ în patru lumi separate, fiecare lume bazându-se pe un element separat (aer, pământ, foc și apă). Acest moment cataclismic de distrugere și de recreare este cunoscut sub numele de Despărțire (Sundering). Milioane de Mensch au murit, existând doar câteva populații izolate magic special alese pentru reinstalare pe noile lumi. Cei din rasa Patryn au fost prinși și închiși în Labirintul pe care Sartan l-au creat special pentru reabilitarea lor. Vortexul (sau Poarta a Șasea) era punctul de intrare în Labirint, unde Mensch au fost adăpostiți temporar în timpul Despărțirii și unde, în cele din urmă, au fost puși cei din rasa Patryn care au fost prinși. Ultimele cărți arată că anumiți membri ai populației Sartan au avut obiecții cu privire la Despărțire; aceștia au fost aruncați În Vortex și Labirint. În centrul Labirintului este Nexus, un oraș-paradis pentru Patryn care trăiesc într-un mod civilizat. Nexus, Labirintul și Vortexul sunt aranjate în cercuri concentrice. Toate aceste lumi sunt conectate prin Poarta Morții și prin porți mai mici de tipul o singură intrare fără înapoiere, porți numite Rifts (Rupturi) care permite celor patru lumi elementare să transporte materiale de pe o lume pe alta.
Sartan au condus nu doar o lume, ci mai multe, toate proiectate pentru a lucra într-o armonie perfectă. Planul Consiliului celor Șapte era marea construcție a lumilor interconectate, fiecare cu o funcție specifică. Cu toate acestea, aproape imediat, lucrurile au început să meargă prost.

### Chelestra, lumea apei
Chelestra era o sferă mare de lichid, lumea în care au locuit rasele Mensch și Sartan. Lumea a fost populată cu fiare mari în habitatele Mensch, cu propriile sale Seasun în centru (Seasun - soarele mării) . O anexă din romanul Serpent Mage descrie acest lichid ca fiind de fapt nu apă ci un lichid care poate fi respirat prin plămâni și branhii. Chelestra a fost construită și ca o imensă stație de reciclare și de gestionare a deșeurilor, cu mari fiare plutitoare locuite numite durnai care servesc ca stații de reciclare biologică pentru resturile din alte lumi. Cu toate acestea, șerpi ciudați, creaturi corupte cu mari puteri - care nu au fost creați de Sartan - au început să apară. Sartan nu au găsit explicația pentru existența acestor șerpi, dar pericolul era incontestabil. Și mai rău, lichidul de emulsie de pe Chelestra a început să neutralizeze magia runelor rasei Sartan, lăsându-i cu totul neputincioși. Înconjurați de apa care le-a luat puterea, fără niciun control asupra raselor Mensch, confruntându-se și cu șerpii, rasa Sartan din lumea Chelestra s-a retras în capitala lor. Samah, temându-se de ceea ce se va întâmpla dacă șerpii se vor răspândi și pe celelalte lumi, a închis Poarta Morții, tăind comunicarea dintre lumi. Apoi rasa Sartan a intrat într-o stare de hibernare, așteptând ca celelalte lumi să termine ce au de făcut ele din marele plan și să le vină apoi în ajutor. Acest lucru a dus la dispariția rasei Sartan din lumile Mensch - aceasta fiind atmosfera în care se desfășoară majoritatea acțiunii din serie.

### Arianus, lumea aerului
Pe Arianus, lumea aerului formată din continente plutitoare care s-a dorit a fi o lume industrială și de producție, rasa Sartan a avut alte probleme. Tăiați de la comunicarea cu alte lumi (mai ales cu Chelestra și cu Consiliul celor Șapte), Sartanii au început să moară lent din cauze necunoscute, fiind rapid depășiți de rasele umane Mensch. Și acești Sartani au intrat de bună voie în hibernare în speranța primirii unui ajutor din alte lumi. Mașinăria uriașă Kicksey-winsey destinată pentru a alinia continentele plutitoare și să le dea apă (apa fiind un produs secundar direct al ciclului de producție) precum și să fabrice toate produsele prelucrate cerute de către alte lumi, nu a funcționat niciodată în mod corespunzător. Piticii, cunoscuți sub numele de Gegs (cuvânt elf), nu au înțeles niciodată adevăratul scop al mașinării și au devenit în mod eficient sclavi ai mașinii, venerând-o și considerând-o ca un artefact al zeilor lor (Sartan) care i-au pus acolo ca să aibă grijă de mașină. Spiridușii (elfii) au ajuns stăpânii tiranicii ai lumii Arianus manipulând piticii pentru a obține monopolul asupra apei și războindu-se permanent cu oamenii.

### Pryan, lumea focului
Pryan a fost creat ca un mare glob inversat cu patru sori mici în centrul său. S-a dorit ca această lume să fie sursa de alimentare cu electricitate și centru pentru toate cele patru lumi, dar a căzut în haos. Marile Cetăți colectează energie pentru Pryani de la cei patru sori și o transmit către celelalte trei lumi (la Coloșii de pe Abarrach care întrețin viața, la mașinăria Kicksey-winsey de pe Arianus și la Seasun (soarele mării) de pe Chelestra). Acoperite în întregime de o junglă groasă de o milă (numai piticii au văzut vreodată legendarul sol), Cetățile urmau să fie bastioane ale civilizației, în care Mensch urmau să trăiască o viață îmbelșugată și în confort. Cu toate acestea, ca și în alte lumi, Sartanii au început să moară misterios. De frică, unele cetăți au exilat rasele Mensch în junglă. Titanii, giganți orbi cu o putere imensă, care au fost creați de Sartani pentru a avea grijă de sisteme energetice ale cetăților, au fost și ei goniți din cetăți din cauza temerilor că nu vor mai putea fi controlați de către puținii Sartanii rămași în viață. Titanii au continuat să fie totuși o teroare de neoprit când au început să caute cetățile, într-o încercare de a ajunge acasă.

### Abarrach, lumea de piatră
Cea mai disperată lume este Abarrach, un mare asteroid vulcanic. Rasele Sartan și Mensch au trăit în interiorul acestuia prin tuneluri proiectate pentru a trimite minerale și metale către mașinăria Kicksey-winsey, dar tunelurile s-au dovedit a fi încărcate cu fum vulcanic otrăvitor. Mensch au murit repede; din cauza otrăvii Sartanii și-au consumat magia pentru a crea un aer respirabil. Coloanele uriașe numite Coloși au fost create de Sartani pentru a purifica aerul și ca să păstreze timp îndelungat lumea caldă, dar au eșuat aproape imediat (pentru că nu au primit energia necesară din lumea Pryan). 
Cu toate populațiile Mensch moarte, Sartanii din Abarrach, din cauza epuizării magiei lor, au practicat arta interzisă a necromanției, folosind cadavrele celor morți pentru a reface forța de muncă pierdută. Deși la început părea o măsură logică (deși disperată) de mare folos, s-a dovedit a fi cea mai mare greșeală din istoria rasei Sartan, deoarece morții până la urmă au scăpat de sub controlul lor. Dar s-a ajuns la un rezultat chiar și mai rău din cauza folosirii necromanției cu consecințe din cele mai dezastruoase pentru Sartan: pentru fiecare viață adusă înapoi, pentru fiecare suflet împiedicat să meargă mai departe, o altă viață se termină mai devreme. Pentru fiecare cadavru înviat, un alt membru al speciei, undeva, moare. Reînvierea continuă a Sartanilor morți pe Abarrach a dus la decese în masă în rândul populațiilor Sartan din alte lumi. Doar pe Chelestra, aparent fie din cauză că Bariera proteja orașul Sartan, fie din cauza proprietăților apei în sine, Sartanii au supraviețuit relativ nevătămați.

### Labirintul
În Labirint, Sartanii care ar fi trebuit să supravegheze lumea-închisoare fie au murit fie au plecat. Și fără îngrijitorii săi, Labirintul a evoluat încet de la o formă temporară de corecție într-o închisoare sadică. În loc să-i forțeze pe Patryni la o existență grea și să-i învețe să aibă grijă de alte persoane bazându-se unul pe celălalt, ei au creat un iad letal, ucigător, în care supraviețuirea era doar o crudă tortură și în care speranța atârna în fața ta, numai ca să fie alungată mai departe. Inițiind călătorii care au durat generații întregi, ei au călătorit și s-au luptat singuri sau în bande de nomazi. Patrynii au devenit războinici pe măsură ce s-au luptat la cote din ce în ce incredibile doar pentru a putea evada din această lume. Deși unii Patryni au scăpat în cele din urmă, au făcut acest lucru doar cățărându-se pe cadavrele celor care au trecut pe acolo înaintea lor.
- Nexus: În centrul Labirintului este Nexus, un oraș-paradis pentru cei din rasa Patryn care trăiesc un mod de viață considerat civilizat.

#### Planul de cucerire
În cele din urmă planul de cucerire a fost un dezastru total. Toți Sartanii de pe Pryan și Arianus au murit în mod misterios, în afară de unul singur. Neavând pe nimeni căruia să-i ceară ajutor, Sartanul de pe Chelestra (protejat fără a ști de scut și, posibil, de apă) s-a trezit. Abarrach era deja o umbră palidă, pe moarte. În același timp, rasele Mensch au pierdut toate cunoștințele despre trecutul lor; Sartanii dispăruți de pe Arianus și Pryan au devenit figuri mitologice, considerați drept zei de piticii, elfii și oamenii din aceste lumi. Pentru Patrynii întemnițați în Labirint, el era singurul care își mai amintea de o parte din moștenirea lor. 
După nenumărate generații de luptă, Lordul Xar a fost primul Patryn care a reușit să scape din Labirint. (El nu a fost însă primul care a reușit acest lucru. Ultimele cărți ale seriei arată că Zifnab, un Sartan care fusese aruncat în Labirintul pentru contestarea Despărțirii Pământului, se pare că a ajuns în Nexus înintea lui Xar.) Aici, Lordul Xar a descoperit o multitudine de cărți (scrise de către Zifnab în limba Sartană) care prezintă detaliat evenimentele de dinainte și după Despărțire. Din aceste informații, Xar a conceput o modalitate de a deschide parțial Poarta Morții din Nexus și să trimită prin ea un emisar. Haplo, slujitorul cel mai apreciat al Lordului Xar, devine acest emisar. Primele două misiuni ale lui Haplo sunt ca să afle ce s-a întâmplat cu Sartanii și să provoace discret haos printre popoarele Mensch, astfel încât Lordul Xar să apară și să-i „salveze”. De fapt acesta este planul Lordului Xar de a cuceri toate cele patru lumi.

## Rasele seriei

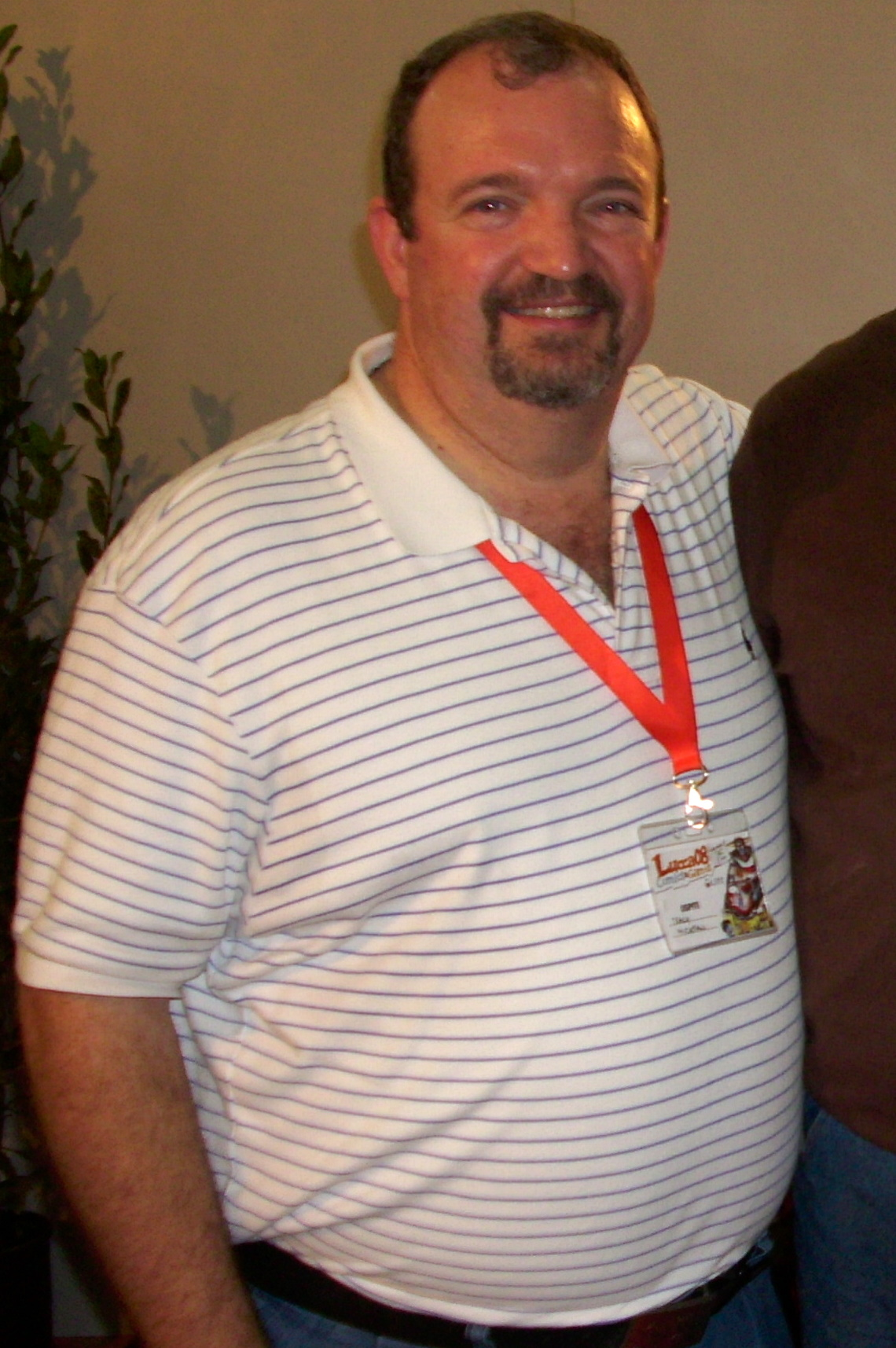
Tracy Hickman, unul din creatorii seriei

| “                                        | „Cu câțiva ani în urmă, am lucrat la o serie de fantezie numit Poartă Morții împreună cu Margaret Weis. Aveam nevoie de două sisteme concurente de magie care să aibă sens. Mi-am amintit o vorbă a vechiului meu prieten, Jeff Grubb. El a definit fizica cuantică ca «numere, numere, numere, numere, numere... și apoi Dumnezeu a făcut ceva ... numere, numere, numere, numere, numere». Așadar, pentru a crea o pereche credibilă de sistemele de magie, am cercetat cum se poziționează mecanica newtoniană față de mecanica cuantică și, mai târziu, am studiat viziuni concurente ale teoriei cuantice. Am citit cărți de popularizare a științei despre teoria relativității, mecanica cuantică, principiul incertitudinii al lui Heisenberg, universurile paralele și teoria haosului. Ca rezultat am creat o pereche minunată și sensibilă de sisteme de magie care au sens, deoarece acestea au fost modelate pe teoriile cuantice și ale haosului” | ” |
| — Tracy Hickman, Hickman Newsletter #115 | |   |

Bazându-se pe aceste surse de inspirație, Weis și Hickman au creat Patrynii și Sartanii ca pe o pereche de rase opuse în mai multe privințe, inclusiv în privința magiei. Pe de altă parte au creat rasele umane (Mensch) cu abilitați magice minime sau chiar fără. Cel mai înalt nivel al magiei este reprezentat de runele magice ale Patrynilor și Sartanilor, rune care modifică realitatea pe baza unor interpolări ale teoriilor științifice menționate mai sus. Elfii și oamenii folosesc o magie fizică și spirituală care este mai slabă decât cea a runelor și care acționează direct asupra lumii din jurul lor.

### Patryn
Patrynii sunt descriși ca având aceeași înălțime și același fizic ca al oamenilor, dar generațiile actuale din serie sunt toate într-o formă fizică excelentă, datorită greutăților din Labirint. Ei se nasc cu părul șaten, care devine alb cu timpul. Ei au abilități magice excelente de diferite tipuri, fiindu-le necesare supraviețuirii. Toți Patrynii sunt capabili să folosească runele magice, cu care manipulează Unda posibilităților, permițându-le să vadă o multitudine de posibile rezultate și din care să aleagă unul care să apară. Totuși, cu cât este mai puțin probabilă posibilitatea, cu atât le este mai dificil să o invoce. Utilizarea runelor de către Patryn este prezentată ca fiind mai puțin elegantă decât cea a Sartanilor, deoarece se bazează mai mult pe tatuaje, utilizarea vocii și pe desenarea runelor în aer sau pe o suprafață. Runele Patryn le completează pe cele Sartan și pot fi folosite uneori pentru a realiza aceleași activități. Patrynii tind sa fie singuratici, dar au pasiuni intense din cauza greutăților din Labirint. Ei se ajută unul pe altul fără prea multe întrebări, dar, în general, pun propria lor supraviețuire mai presus decât a altora. Patrynii care formează grupuri tind să urmeze un singur conducător, cum ar fi căpetenia triburilor din Labirint sau Xar în cazul Patrynilor eliberați.

### Sartan
Sartanii sunt și ei de aceeași înălțime și construcție ca oamenii, dar spre deosebire de Patryni, nu sunt puternici din punct de vedere fizic deoarece nu au avut generații întregi care să fi trăit în violență. De asemenea, spre deosebire de Patryni, ei se nasc cu părul alb, care, cu timpul, se transformă în păr castaniu. Toți Sartanii sunt capabili să folosească runele magice. Utilizează runele într-un mod mai elegant decât Patrynii, prin cântări și dansuri în tonuri prescrise și prin mișcări care afectează direct Unda. Uneori, Sartanii scriu direct pe rune, mai ales pentru a incanta permanent un obiect sau o locație, ca atunci când au blocat portalurile prin bariere sau când au creat armele magice care pot fi utilizate și de către Mensch. Runele Sartane completează runele Patryn și pot fi utilizate pentru a îndeplini aceleași sarcini. Sartanii tind să acționeze ca o comunitate, să ia decizii ca un grup mai degrabă decât individual. Ei au, în general, un Consiliu care ia hotărârile mai importante. Totuși, Sartanii din lumea Abarrach au trăit în grupuri mai mici din cauza greutăților, având mai puține abilități magice decât ceilalți Sartani deoarece folosesc o mare parte din această putere magică pentru a supraviețui condițiilor dure.

### Rasele umane (Mensch)

#### Oamenii
Oamenii din serie sunt Homo sapiens standard. Oamenii negricioși populează Chelestra, în timp ce pe Arianus și Pryan sunt și negricioși și albi.  Oamenii au o înălțime și abilități fizice normale, o mică parte din ei posedând și abilități magice. Magia umană este considerată ca fiind una spirituală, tinzând spre manipularea emoțională și mentală a lumii de către magician. Un om cu suficiente abilități magice poate efectua o varietate de vrăji, inclusiv manipularea elementelor, crearea de iluzii, vindecări, comanda asupra altor forme de viață, schimbarea formei și a mărimii, translocarea și depășirea unor limitări fizice, cum ar fi gravitația. În timp ce unii magicieni umani pot construi mental magia lor, mai degrabă decât vorbind, majoritatea folosesc gesturi fizice și, în unele cazuri, obiecte fizice sau incantații pentru a efectua magia lor. Natura spirituală a magiei umane are legături și cu tema echilibrului universal care apare în întreaga serie. Oamenii, mai ales în comparație cu elfii, sunt lipsiți de legătura lor cu lumea naturală și cu spiritualitatea și abilitățile lor magice servesc pentru a echilibra acest deficit.

#### Piticii

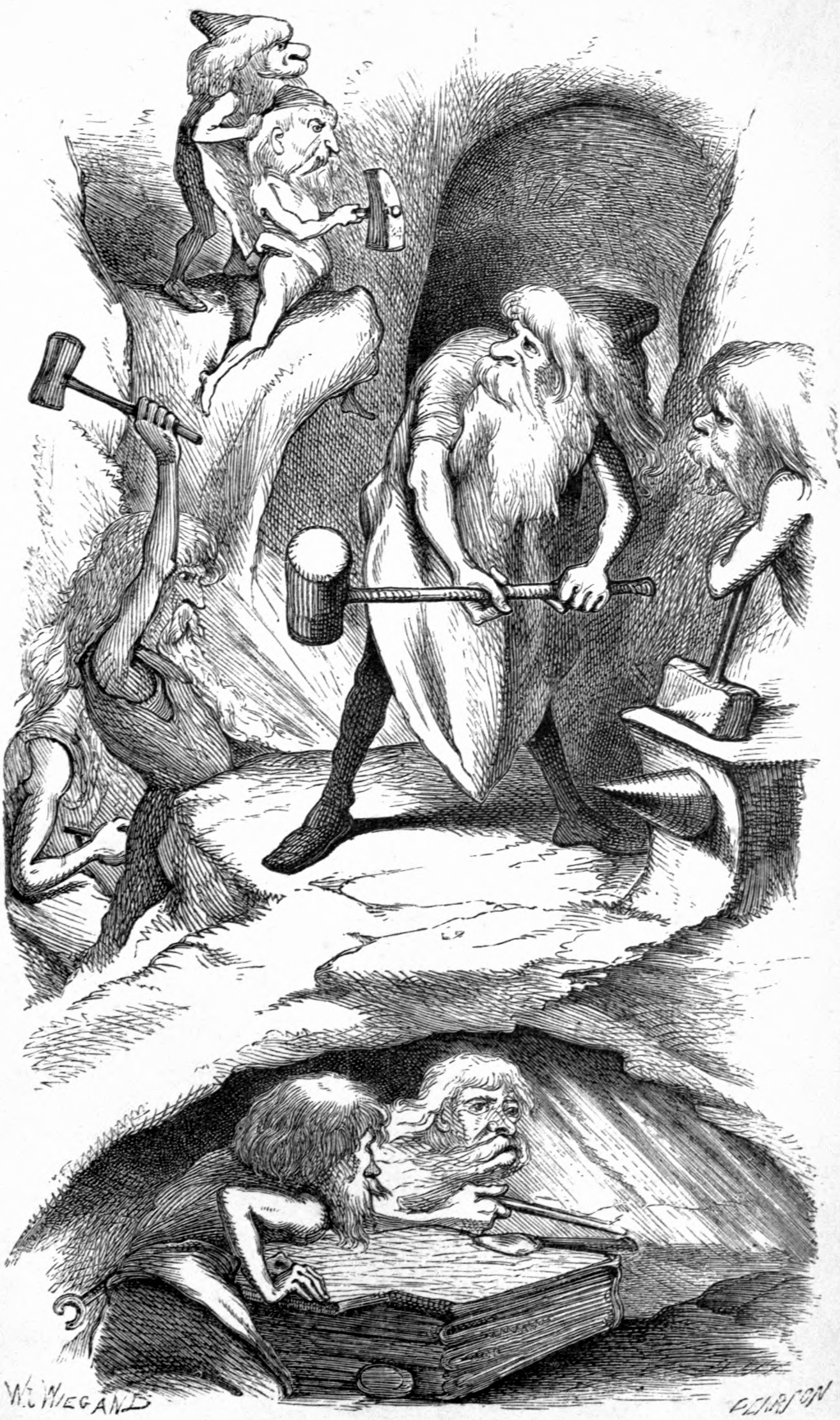
Pitici muncind, imagine de George Pearson

Piticii sunt mici de înălțime și îndesați, comparativ cu alte rase, astfel încât oamenii și elfii ar trebui să stea pe un genunchi pentru a conversa cu un pitic ochi-în-ochi. De fapt, acest lucru este considerat un semn de respect față de un pitic. La fel ca în descrierile mitologice, piticii preferă să trăiască în zone întunecate, subterane, și, de asemenea, posedă un simț înnăscut al orientării superior celui al oamenilor sau al elfilor. Piticii nu au niciun fel de abilități magice, deși unii pitici din lumea Pryan folosesc foarte rudimentar magia Sartanilor prin incantații și cu ajutorul unor rune sculptate pe amulete.

#### Elfii

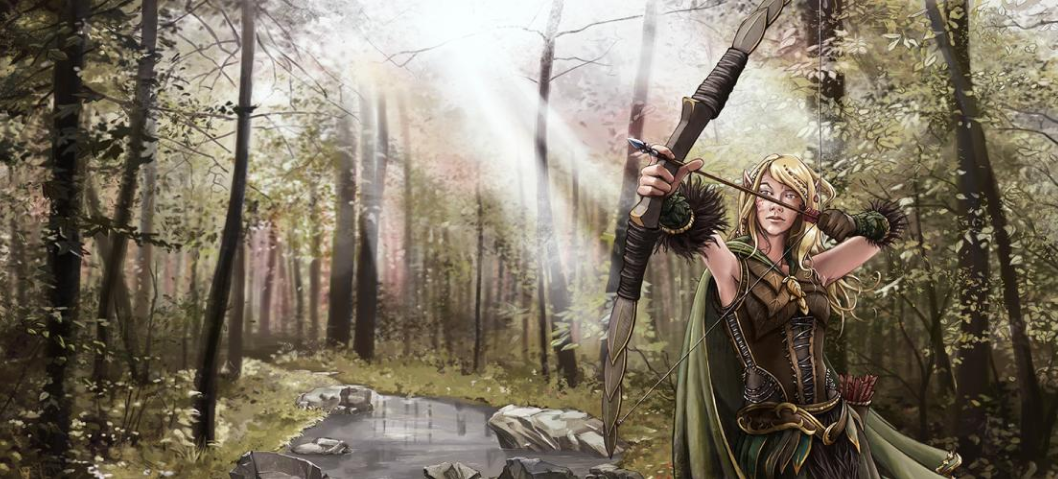
O interpretare recentă a unui elf, (din universul Wesnoth)

Elfii sunt, în general, mai înalți și mai supli decât oamenii și au o durată de viață mult mai lungă. Magia lor este considerată a fi de natură fizică, deoarece tinde să folosească obiecte din lumea fizică. De exemplu, această magie permite crearea de săgeți inteligente care își găsesc singure ținta, de nave dragon zburătoare, submarine magice, vrăji de protecție împotriva magiei umane. Cu magia mai produc scuturi mai tari ca oțelul sau diferite dispozitive mecanice cu capabilități sporite. Ca și magia omului, magia elfilor este folosită pentru a echilibra deficiențele elfilor mecanice, fizice și tehnice. Ei pot țese și mesaje magice în melodii. Elfii trebuie să vorbească și să gesticuleze pentru a-și crea magia. Magia provocată prin cântece nu necesită un expert în vrăjitorie ci poate fi declanșată de oricine suficient de capabil să cânte cum trebuie, astfel încât oamenii pot folosi magia elfilor în acest fel. În Dragon Wing, acest lucru explică modul în care oamenii au fost capabili să folosească melodii pentru a declanșa o nostalgie atât de intensă încât elfii de pe lumea Arianus au început o rebeliune deschisă împotriva conducătorului lor. 
În contrast, Kenkari, un grup izolat dar foarte puternic de elfi de pe lumea Arianus, folosesc o formă foarte specializată de magie bazată pe spiritul care le permite să comunice cu sufletele altora, vii sau moarte. Kenkarii au dovedit că-și pot schimba forma lor cu cea a simbolului ordinului lor; fluturele: ceea ce este o excepție flagrantă a concentrării mecanice. Totuși acest lucru poate fi, eventual, explicat prin folosirea unui cântec în aceste comunicații, precum și prin utilizarea unei cutii speciale pentru a transporta sufletele și a unei catedrale destinate să conțină sufletele capturate.

## Personaje
- Haplo - Este un Patryn care a scăpat din Labirint. Stăpânul din Nexus l-a trimis prin Poarta morții în cele patru lumi elementare pentru a face ravagii.
- Perro - Câinele lui Haplo.
- Xar - Așa numitul Lord din Nexus. A fost primul care a scăpat din Labirint și a ajuns în Nexus (deși în ultimele cărți se arată că Sartanul Zifnab a evadat din labirint și a ajuns în Nexus înintea lui Xar)
- Alfred -  Alfred nu este numele său real. Alfred este un Sartan din Ariano, lumea aerului. Este înfricoșător, dar leșină în cele mai nepotrivite momente.
- Hugh Hand - Un criminal din Ariano și unul dintre cei mai buni. Regele oamenilor din Regatul Mijlociu din Ariano i-a dat sarcina de a-l ucide pe Bane, și îl va întruna pe Alfred
- Bane - Originar din Ariano

## Lingvistică
Despre numele "Haplo" se spune că înseamnă "singur" în limba Patryn, iar "haplo-" este un cuvânt rădăcină în limba greacă cu același sens. Fiica lui Haplo cu Marit este numită "Rue", care în limba engleză este un verb care are sensul de "a regreta".
Termenul "Mensch" este folosit de către Sartani și Patryni pentru a se referi la oameni, elfi și pitici, atât colectiv (toate cele trei rase) cât și individual (o anume persoană Mensch). Mensch este cuvântul german pentru "uman", dar este folosit în cărți ca un termen peiorativ. 
Numele „Sartan” și „Patryn” sunt prezentate în cărți ca având sensul de „Cei care aduc înapoi lumina” și respectiv „Cei care se întorc la întuneric”. 
O notă de subsol sugerează că Lordul din Nexus a primit numele de „Xar” de la cuvântul rusesc „țar” care, la rândul său, este cel mai probabil derivat din titlul latin „Cezar”. 
Orașul Patryn „Abri” a fost numit astfel după cuvântul din limba franceză cu sensul de „adăpost”.

## Adaptări pentru jocuri video
Pe baza acestei serii de romane Legend Entertainment a creat în 1994 jocul video pentru MS-DOS Death Gate.
Există și un joc nelincețiat aventură-text bazat pe The Death Gate Cycle numit The Deadly Labyrinth.